# Regimientos de Comandos Fusileros del Aire
Los Regimientos de Comandos Fusileros del Aire son regimientos especializados que pertenecen a la Fuerza Aérea Argelina (FAA).

## Historia
Fue en 1992 cuando aparecieron los primeros Regimientos de Comandos Fusileros del Aire, en la Fuerza Aérea de Argelia, particularmente después de la primera promoción de comandos fusileros del aire y bajo el impulso directo del Comandante en Jefe de las Fuerzas Aéreas Argelinas (FAA), el General de División Benslimani. 
La creación de unidades de comandos fusileros del aire se remonta a la década de 1970, con el proyecto de un componente aéreo especial que se presentó al presidente Houari Boumédiène. 
Fue en 1990 cuando comenzó la formación de los primeros comandos fusileros del aire, en la Escuela Nacional de Técnicas Aéreas (ENTA) en Blida, que también forma a los suboficiales de la Fuerza Aérea de Argelia. 
El entrenamiento de los comandos fusileros del aire, se trasladó al centro de entrenamiento de los comandos fusileros del aire (CIFA) ubicado en Méchria. 
Actualmente, la Fuerza Aérea de Argelia tiene desplegados ocho regimientos de comandos fusileros del aire, que entre otras misiones son los encargados de proteger las bases aéreas argelinas.

## Organización
Actualmente hay ocho regimientos de comandos fusileros del aire, distribuidos entre las diferentes regiones militares de Argelia. 
- 772.º Regimiento de Comandos Fusileros del Aire en Aïn Oussara.
- 782.º Regimiento de Comandos Fusileros del Aire en Laghouat.
- 783.º Regimiento de Comandos Fusileros del Aire.
- 701.º Regimiento de Comandos Fusileros del Aire.
- 751.º Regimiento de Comandos Fusileros del Aire.
- 757.º Regimiento de Comandos Fusileros del Aire.
- 761.º Regimiento de Comandos Fusileros del Aire.
- 745.º Regimiento de Comandos Fusileros del Aire.

Estos regimientos son la punta de lanza de la Fuerza Aérea Argelina (FAA), lucharon contra el terrorismo durante la guerra civil argelina, en las operaciones en las montañas, y actualmente siguen participando en la lucha contraterrorista. La Fuerza Aérea Argelina (FAA) tiene ocho regimientos de comandos fusileros del aire, desplegados en las bases aéreas de la Fuerza Aérea Argelina. Los comandos fusileros del aire cuentan con unidades especializadas como unidades caninas K-9.

## Tareas
Los comandos fusileros del aire llevan a cabo: 
- Misiones de reconocimiento militar.
- Inteligencia humana (HUMINT).
- Apoyo aéreo cercano.
- Búsqueda y rescate en combate.
- Fuego de apoyo desde helicópteros.
- Búsqueda y desactivación de material explosivo y armas de fuego con las unidades caninas.
- Lucha contra el terrorismo.
- Liberación de rehenes.
- Neutralización de objetivos.
- Captura y defensa de zonas aeroportuarias.
- Reconocimiento y destrucción de objetivos.

Los regimientos de comandos fusileros del aire tienen que llevar a cabo las siguientes tareas: 
- Protección y seguridad del personal, equipos y bases aéreas de la Fuerza Aérea de Argelia.
- Protección y defensa de los puntos sensibles y las instalaciones de la Fuerza Aérea de Argelia.
- Lucha contra el terrorismo.
- Participación en operaciones antiterroristas y en destacamentos operativos.
- Vigilancia y protección de instalaciones militares.
- Ayudar a las fuerzas de seguridad argelinas en caso de una catástrofe natural.

## Formación
Los futuros fusileros de aire pasan su formación inicial en el Centro de Entrenamiento de Comandos Fusileros del Aire (CECFA) ubicado en Méchria, en el sur de Argelia, donde recibirán formación en paracaidismo, manejo de armas, tiro al blanco, técnicas de Combate cuerpo a cuerpo, disparar desde helicópteros y en combate en espacios cerrados (CQC). 
Tras completar su formación, serán comandos y se incorporarán a un regimiento de comandos fusileros del aire donde sus principales misiones serán la vigilancia, defensa y protección del personal y equipamiento de las unidades y las bases aéreas argelinas.
Los comandos deben pasar por un proceso de selección y entrenamiento avanzado para formar parte de los regimientos de comandos fusileros del aire. Reciben entrenamiento de comando de igual modo que sus hermanos los Comandos Paracaidistas del Ejército. Cuando un comando supera la fase de selección, es entrenado durante meses en técnicas de comando específicas para los comandos fusileros del aire.

## Armamento

### Pistolas
| Nombre            | Imagen   | Origen                 | Tipo                   | Calibre              | Notas                                                                   |
| Pistolas          | Pistolas | Pistolas               | Pistolas               | Pistolas             | Pistolas                                                                |
| ----------------- | -------- | ---------------------- | ---------------------- | -------------------- | ----------------------------------------------------------------------- |
| Makarov PM        |          | Unión Soviética        | Pistola semiautomática | 9 × 18 mm Makarov    |                                                                         |
| Caracal           |          | Emiratos Árabes Unidos | Pistola semiautomática | 9 × 19 mm Parabellum |                                                                         |
| Glock 17 / 18     |          | Austria                | Pistola semiautomática | 9 × 19 mm Parabellum | Puede equiparse con una linterna eléctrica y un kit de conversión RONI. |
| Beretta 92        |          | Italia                 | Pistola semiautomática | 9 × 19 mm Parabellum |                                                                         |
| Beretta 93R       |          | Italia Italia          | Pistola ametralladora  | 9 × 19 mm Parabellum |                                                                         |
| FN Browning GP-35 |          | Estados Unidos         | Pistola semiautomática | 9 × 19 mm Parabellum |                                                                         |

### Fusiles de asalto
| Nombre             | Imagen            | Origen            | Tipo              | Calibre                          |
| Fusiles de asalto  | Fusiles de asalto | Fusiles de asalto | Fusiles de asalto | Fusiles de asalto                |
| ------------------ | ----------------- | ----------------- | ----------------- | -------------------------------- |
| AKM                |                   | Unión Soviética   | Fusil de asalto   | 7,62 × 39 mm                     |
| Steyr AUG          |                   | Austria           | Fusil de asalto   | 5,56 × 45 mm OTAN                |
| Heckler & Koch G36 |                   | Alemania          | Fusil de asalto   | 5,56 × 45 mm OTAN                |
| AR-M4SF            |                   | Bulgaria          | Fusil de asalto   | 5,56 x 45 mm OTAN / 7,62 x 39 mm |

### Subfusiles
| Nombre             | Imagen     | Origen     | Tipo       | Calibre              |
| Subfusiles         | Subfusiles | Subfusiles | Subfusiles | Subfusiles           |
| ------------------ | ---------- | ---------- | ---------- | -------------------- |
| Beretta M12        |            | Italia     | Subfusil   | 9 × 19 mm Parabellum |
| Steyr TMP          |            | Austria    | Subfusil   | 9 × 19 mm Parabellum |
| Heckler & Koch MP7 |            | Alemania   | Subfusil   | HK 4,6 × 30 mm       |

### Ametralladoras
| Nombre                   | Imagen         | Origen          | Tipo                               | Calibre        |
| Ametralladoras           | Ametralladoras | Ametralladoras  | Ametralladoras                     | Ametralladoras |
| ------------------------ | -------------- | --------------- | ---------------------------------- | -------------- |
| RPK                      |                | Unión Soviética | Ametralladora ligera               | 7,62 × 39 mm   |
| Ametralladora ligera RPD |                | Unión Soviética | Ametralladora ligera               | 7,62 × 39 mm   |
| Ametralladora PK         |                | Unión Soviética | Ametralladora de propósito general | 7,62 × 54 mm R |

### Fusiles de francotirador
| Nombre                   | Imagen                   | Origen                   | Tipo                     | Calibre                  |
| Fusiles de francotirador | Fusiles de francotirador | Fusiles de francotirador | Fusiles de francotirador | Fusiles de francotirador |
| ------------------------ | ------------------------ | ------------------------ | ------------------------ | ------------------------ |
| Sako TRG                 |                          | Finlandia                | Fusil de francotirador   |                          |
| Remington 700            |                          | Estados Unidos           | Fusil de francotirador   |                          |
| Zastava M93 Black Arrow  |                          | Serbia                   | Fusil de francotirador   |                          |
| Dragunov SVD             |                          | Unión Soviética          | Fusil de francotirador   |                          |

### Escopetas
| Nombre    | Imagen    | Origen    | Tipo      | Calibre   |
| Escopetas | Escopetas | Escopetas | Escopetas | Escopetas |
| --------- | --------- | --------- | --------- | --------- |
| SPAS-12   |           | Italia    | Escopeta  |           |

### Lanzagranadas acoplado
| Nombre                 | Imagen                 | Origen                  | Munición               | Fabricante                                                                   |
| Lanzagranadas acoplado | Lanzagranadas acoplado | Lanzagranadas acoplado  | Lanzagranadas acoplado | Lanzagranadas acoplado                                                       |
| ---------------------- | ---------------------- | ----------------------- | ---------------------- | ---------------------------------------------------------------------------- |
| GP-25                  |                        | Argelia Unión Soviética | Granada de 40 mm       | Empresa de Construcciones Mecánicas de KhenchelaKBP Instrument Design Bureau |

### Armas eléctricas
| Nombre                 | Imagen                 | Origen                 | Tipo                   |
| Armas de electrochoque | Armas de electrochoque | Armas de electrochoque | Armas de electrochoque |
| ---------------------- | ---------------------- | ---------------------- | ---------------------- |
| X-26                   |                        | Estados Unidos         | Taser                  |

### Lanzacohetes
| Nombre       | Imagen       | Origen          | Tipo                          |
| Lanzacohetes | Lanzacohetes | Lanzacohetes    | Lanzacohetes                  |
| ------------ | ------------ | --------------- | ----------------------------- |
| RPG-7        |              | Unión Soviética | Granada propulsada por cohete |

## Cascos de combate
| Nombre        | Imagen | Origen         | Tipo             |
| ------------- | ------ | -------------- | ---------------- |
| Casco PASGT   |        | Estados Unidos | Casco de combate |
| Casco SPECTRA |        | Francia        | Casco de combate |

## Equipamiento
- Gafas de protección.
- Uniformes de la Fuerza Aérea de Argelia.
- Guantes.
- Rodilleras.
- Coderas.
- Chaleco antibalas.
- Pistoleras.
- Pasamontañas.
- Instrumento de visión nocturna.
- Miras térmicas e infrarrojas.
- Designadores láser.
- Linternas eléctricas.

## Vehículos terrestres

### Camiones militares
| Nombre               | Imagen | Origen           | Tipo           |
| -------------------- | ------ | ---------------- | -------------- |
| Mercedes-Benz Unimog |        | Alemania Argelia | Camión militar |
| Mercedes-Benz Zetros |        | Alemania Argelia | Camión militar |
| SNVI M120            |        | Argelia          | Camión militar |

### Vehículos todoterreno
| Nombre                | Imagen | Origen           | Tipo                 |
| --------------------- | ------ | ---------------- | -------------------- |
| Mercedes-Benz Clase G |        | Alemania Argelia | Vehículo todoterreno |

## Aeronaves

### Helicópteros
| Nombre                        | Imagen | Origen          | Tipo                              |
| ----------------------------- | ------ | --------------- | --------------------------------- |
| AgustaWestland AW109          |        | Italia          | Helicóptero utilitario            |
| Eurocopter AS350 Ecureuil     |        | Francia         | Helicóptero ligero                |
| Eurocopter AS355 Ecureuil 2   |        | Francia         | Helicóptero ligero                |
| Aérospatiale AS550/555 Fennec |        | Francia         | Helicóptero utilitario            |
| Mil Mi-17                     |        | Unión Soviética | Helicóptero de transporte militar |